# Farida Osman
Farida Hisham Ahmed Osman (Arabisch: فريدة هشام عثمان) (Indianapolis, 18 januari 1995) is een in de Verenigde Staten geboren Egyptische zwemster. Ze vertegenwoordigde Egypte op de Olympische Zomerspelen 2012 in Londen en op de Olympische Zomerspelen 2016 in Rio de Janeiro.

## Carrière
Bij haar internationale debuut, op de wereldkampioenschappen zwemmen 2009 in Rome, strandde Osman in de series van zowel de 50 en de 100 meter vrije slag als de 50 en de 100 meter vlinderslag.
Op de wereldkampioenschappen kortebaanzwemmen 2010 in Dubai werd de Egyptische uitgeschakeld in de series van a32lle afstanden waarop zij van start ging.
Tijdens de Olympische Zomerspelen van 2012 in Londen werd ze uitgeschakeld in de series van de 50 meter vrije slag.
In Barcelona nam Osman deel aan de wereldkampioenschappen zwemmen 2013. Op dit toernooi eindigde ze als zevende op de 50 meter vlinderslag, daarnaast werd ze uitgeschakeld in de series van de 100 meter vrije slag en de 100 meter vlinderslag.
Op de wereldkampioenschappen zwemmen 2015 in Kazan eindigde de Egyptische als vijfde op de 50 meter vlinderslag, daarnaast strandde ze in de series van zowel de 50 en de 100 meter vrije slag als de 100 meter vlinderslag.
Tijdens de Olympische Zomerspelen van 2016 in Rio de Janeiro werd ze uitgeschakeld in de halve finales van de 100 meter vlinderslag en in de series van de 50 meter vrije slag.
In Boedapest nam Osman deel aan de wereldkampioenschappen zwemmen 2017. Op dit toernooi veroverde ze de bronzen medaille op de 50 meter vlinderslag, de eerste in de geschiedenis voor een Egyptische zwemster. Daarnaast strandde ze in de halve finales van de 50 meter vrije slag en in de series van zowel de 100 meter vrije slag als de 100 meter vlinderslag.
Op de wereldkampioenschappen zwemmen 2019 in Gwangju behaalde de Egyptische de bronzen medaille op de 50 meter vlinderslag. Op zowel de 100 meter vrije slag als de 100 meter vlinderslag werd ze uitgschakeld in de series.

## Internationale toernooien
| Jaar | Olympische Spelen                       | WK langebaan                                                                     | WK kortebaan |
| ---- | --------------------------------------- | -------------------------------------------------------------------------------- | --- |
| 2009 |                                         | 66e 50m vrije slag 87e 100m vrije slag 50e 50m vlinderslag 64e 100m vlinderslag  | |
| 2010 |                                         |                                                                                  | 42e 50m vrije slag 41e 100m vrije slag 43e 50m rugslag 33e 50m vlinderslag 42e 100m vlinderslag 46e 100m wisselslag |
| 2011 |                                         | geen deelname                                                                    | |
| 2012 | 41e 50m vrije slag                      |                                                                                  | geen deelname |
| 2013 |                                         | 40e 100m vrije slag 7e 50m vlinderslag 24e 100m vlinderslag                      | |
| 2014 |                                         |                                                                                  | geen deelname |
| 2015 |                                         | 19e 50m vrije slag 26e 100m vrije slag 5e 50m vlinderslag 17e 100m vlinderslag   | |
| 2016 | 18e 50m vrije slag 11e 100m vlinderslag |                                                                                  | geen deelname |
| 2017 |                                         | 9e 50m vrije slag · 25e 100m vrije slag · 50m vlinderslag · 17e 100m vlinderslag | |
| 2018 |                                         |                                                                                  | geen deelname |
| 2019 |                                         | 28e 100m vrije slag · 50m vlinderslag · 17e 100m vlinderslag                     | |

## Persoonlijke records
Bijgewerkt tot en met 25 juli 2019
Langebaan
| Afstand          | Tijd  | Datum           | Plaats         |
| ---------------- | ----- | --------------- | -------------- |
| 50m vrije slag   | 24,62 | 29 juli 2017    | Boedapest      |
| 100m vrije slag  | 54,93 | 25 juli 2019    | Gwangju        |
| 50m vlinderslag  | 25,39 | 29 juli 2017    | Boedapest      |
| 100m vlinderslag | 57,83 | 6 augustus 2016 | Rio de Janeiro |